# Heavens-Above
Heavens-Above是一家由克里斯·皮特创建并运营的非营利网站。网站的目的是为了帮助人们不需望远镜等光学仪器就可以观察并追踪环绕地球的人造卫星，特别是对ISS，铱星闪光，航天飞机飞行任务的观察追踪。它提供详细的星图显示相对于恒星背景的卫星轨迹。此网站还提供实时的可见彗星、流星雨、行星信息。《天空与望远镜杂志》评价本网站为“最受欢迎的卫星追踪网站”。

## 使用方法
用户通过点击世界地图来设置自己所在的观赏位置。便会提供可观测对象列表，以及它们的亮度，观测对象的时间和方向。空间站、火箭、卫星、太空垃圾以及太阳、月亮和行星的数据也会提供。

## 相关事件
- 由于Heavens-Above网站强大的检索功能，此网站亦被一些热衷于业余卫星观察的人用来追踪美国政府发射到太空轨道上的很多人造物体，例如间谍卫星，他们往往会将自己观测到的东西贴到网上，所以他们也被称为天空“黑客”。这使美国情报机构对他们无可奈何。例如在美国，52岁的一名节能顾问莫尔赞领导一群专门跟踪所谓的“黑卫星（不明卫星）”。这些卫星的轨迹未予披露，相关机构对其存在也常常秘而不宣。莫尔赞监视着大约140颗美国秘密卫星，比如“长曲棍球”系列雷达成像侦察卫星。观察者在“Heavens-Above”网站碰头，使用一个名叫“观察长曲棍球”的邮件发送名号，积累了很多信息和技巧。[3]

- 2015年2月6日，有中国网民发现Heavens-Above网站无法访问，疑似被中国防火长城封锁。后经网友发现预计无法访问的原因为网站自身问题。

## 扩展链接
- 官方网站